# 短腳角蟾
短腳角蟾（学名：Boulenophrys brachykolos）是一種角蟾科异角蟾属動物，為香港原生的物種。首次發現短腳角蟾的地點是太平山。

## 分佈
於2005至2006年的三次夜間考察中，香港大學環境生命科學系的學生在龍虎山郊野公園發現短腳角蟾。角蟾的活動範圍十分有限，大部分只出現於香港各郊野公園。越南東北部可能亦有短腳角蟾，但現時並沒有相關的資料。過去曾經在中國福建省捕捉到一隻短腳角蟾，但之後已沒有任何消息。

## 威脅
主要威脅是生境損失和退化，都市化和水污染造成，而滅蚊化學製品的使用也威脅短腳角蟾的生存和繁殖。

## 保护
本种于2023年被收录入《有重要生态、科学、社会价值的陆生野生动物名录》。